# Бела Лугоши
Бела Ференц Дежьо Блашко (на унгарски: Béla Ferenc Dezső Blaskó), по-известен под името Бела Лугоши (Bela Lugosi) е американски актьор с унгарски корени, известен най-вече с ролята си на граф Дракула в едноименния оригинален филм от 1931 година, както и с други значими участия във филми на ужасите.
Отначало играе малки театрални роли, преди да запише първото си филмово участие през 1917 г., все още в родната си Унгария. Принуждава се да напусне страната след разгрома на обявената през 1919 г. Унгарска съветска република. Във Ваймарска Германия той продължава филмовата си кариера, а впоследствие емигрира в Америка като моряк на търговски кораб.

## Биография
Роден е под името Бела Ференц Дежьо Блашко в град Лугош, Австро-Унгария (днес Лугож, Румъния). Най-малък е от четирите деца на Паула де Войнич и банкера Ищван Блашко. През 1903 г. сменя фамилията си на Лугоши в чест на родния си град.
Със сестра му Вилма са отгледани в духа на католицизма. 12-годишен отпада от училище и най-вероятно започва да играе през 1901 или 1902 г. Първите му известни участия са на сцените на провинциални театри през 1903 – 1904 г., където играе второстепенни роли в няколко пиеси и оперети. Скоро получава по-значими роли и в Шекспирови и други известни постановки. Мести се в Будапеща през 1911 г., където през периода 1913 – 1919 г. участва в десетки представления на Унгарския национален театър. Въпреки че по-късно казва, че е бил „водещ актьор в Кралския национален театър в Унгария“, повечето от играните от него роли всъщност са малки или поддържащи.
През Първата световна война служи като пехотинец в австроунгарската армия в периода 1914 – 1916 г. Възкачва се до ранга на капитан на ски патрул и му е връчен „Медал на ранения“ за рани по време на службата си на Източния фронт, в Русия.
Поради активизма си по време на Унгарската революция от 1919 г. е принуден да напусне родината си. Първо се заселва във Виена, а после на улица „Лангещрасе“ в Берлин, където продължава с актьорството. Като матрос на пътнически кораб пътува до Ню Орлиънс, САЩ, след което емигрира в страната.
През 1927 г. участва в театрална адаптация на „Дракула“ на Брам Стокър на Бродуей, където талантът му е забелязан. През 1931 г. излиза и легендарната филмова адаптация на романа на Universal Pictures, където Лугоши играе главната роля.
През 30-те години на ХХ век, когато действието на повечето хорър филми е базирано в Източна Европа, унгарският му произход му помага да стане сред най-популярните актьори в жанра. Пречка обаче му създава силният акцент, и всичките му опити да разнообрази репертоара си завършват с неуспех. Често играе във филми заедно с Борис Карлоф, който винаги настоява да бъде изписван първи в списъка с актьорите, което от своя страна принуждава Лугоши да се задоволява с поддържащи роли. Сред по-известните им съвместни участия са „Черната котка“ (1934), „Гарванът“ (1935) и „Синът на Франкенщайн“ (1935), където Лугоши играе главни роли. По това време той се лекува от ишиас, като в процеса на лечение се пристрастява към морфин и метадон. Режисьорите и продуцентите го отписват заради тази му зависимост и в края на краищата се принуждава да участва в няколко ниско бюджетни филма на режисьора Ед Ууд.
Лугоши има пет брака, от които има един син – Бела Джордж Лугоши. Вдовицата му Хоуп Линингър почива на 77-годишна възраст през 1997 г.